# Erlenbach (Erbach)
Erlenbach ist ein Stadtteil von Erbach im südhessischen Odenwaldkreis.

## Geographie
Das geschlossenes Dorf mit regellosem Grundriss Erlenbach liegt bei doppelseitiger Gehängelage im Buntsandstein-Odenwald, ca. 1,5 km südöstlich von Erbach. Das Gebiet des Stadtteils besteht aus der Gemarkung Erlenbach mit einer Fläche von 427 Hektar, davon sind 271 Hektar Wald. In der Gemarkung liegt der ehemalige Gasthaus Bullauer Bild aus 530 m Höhe. Heute befindet sich hier der Bildstock Bullauer Bild. Die Ortslage befindet sich auf 250 bis 365 m ü. NHN. In ihr entspringt der Krebsbach der im Erbacher Ortsteil Lauerbach in die Mümling mündet. Die höchsten Punkte der Gemarkung sind der Zickenberg mit 556 m und das Bullauer Bild mit 525 m. 
An den Stadtteil Erlenbach grenzen, von Norden beginnend, im Uhrzeigersinn, die Erbacher Stadtteile Kernstadt, Erbuch, Bullau, Schönnen, und Lauerbach. Durch den Ort verläuft die Kreisstraße 45, die Kernstadt (Abzweigung von der Bundesstraße 45) mit dem Ortsteil Bullau verbindet.

## Geschichte

### Ortsgeschichte
Die älteste erhaltene Erwähnung des Dorfes stammt von 1388. In erhaltenen Urkunden wurde Erlenbach unter den folgenden Namen erwähnt (in Klammern das Jahr der Erwähnung): Erlebach (1388). Erllebach (1425) und Erlebach (1431).
Erlenbach gehörte zum Amt Erbach der Grafschaft Erbach, die mit der Mediatisierung 1806 zum Großherzogtum Hessen kam. Ab 1822 gehörte Erlenbach zum Landratsbezirk Erbach, ab 1852 zum Kreis Erbach (ab 1939: „Landkreis Erbach“), der – mit leichten Grenzberichtigungen – seit 1972 Odenwaldkreis heißt. Nach Auflösung des Amtes Erbach 1822 nahm die erstinstanzliche Rechtsprechung für Erlenbach das Landgericht Michelstadt wahr, ab 1879 das Amtsgericht Michelstadt.
Hessische Gebietsreform (1970–1977)
Zum 31. Dezember 1971 wurde die bis dahin selbständige Gemeinde Erlenbach im Zuge der Gebietsreform in Hessen auf freiwilliger Basis in die Kreisstadt Erbach eingegliedert. Für Erlenbach wurde ein Ortsbezirk errichtet.

### Verwaltungsgeschichte im Überblick
Die folgende Liste zeigt die Staaten und Verwaltungseinheiten, denen Erlenbach angehört(e):
- vor 1718: Heiliges Römisches Reich, Grafschaft Erbach, Amt Erbach (Zent Erbach)
- ab 1718: Heiliges Römisches Reich, Grafschaft Erbach-Erbach, Anteil an der Grafschaft Erbach, Amt Erbach
- ab 1806: Großherzogtum Hessen (Souveränitätslande),[Anm. 2] Fürstentum Starkenburg, Amt Erbach (Standesherrschaft Erbach)
- ab 1815: Großherzogtum Hessen[Anm. 3] (Souveränitätslande), Provinz Starkenburg, Amt Erbach
- ab 1822: Großherzogtum Hessen, Provinz Starkenburg, Landratsbezirk Erbach[Anm. 4]
- ab 1848: Großherzogtum Hessen, Regierungsbezirk Erbach
- ab 1852: Großherzogtum Hessen, Provinz Starkenburg, Kreis Erbach
- ab 1871: Deutsches Reich,[Anm. 5] Großherzogtum Hessen, Provinz Starkenburg, Kreis Erbach
- ab 1918: Deutsches Reich, Volksstaat Hessen,[Anm. 6] Provinz Starkenburg, Kreis Erbach
- ab 1938: Deutsches Reich, Volksstaat Hessen, Landkreis Erbach[10][Anm. 7]
- ab 1945: Deutsches Reich, Amerikanische Besatzungszone,[Anm. 8] Groß-Hessen, Regierungsbezirk Darmstadt, Landkreis Erbach
- ab 1946: Deutsches Reich, Amerikanische Besatzungszone, Land Hessen, Regierungsbezirk Darmstadt, Landkreis Erbach
- ab 1949: Bundesrepublik Deutschland, Land Hessen, Regierungsbezirk Darmstadt, Landkreis Erbach
- ab 1972: Bundesrepublik Deutschland, Land Hessen, Odenwaldkreis, Kreisstadt Erbach

## Bevölkerung

### Einwohnerentwicklung
- 1717: 6 wehrfähige Männer[1]
- 1961: 309 evangelische (= 89,57 %), 32 katholische (= 9,28 %) Einwohner[1]

| Erlenbach: Einwohnerzahlen von 1829 bis 2023 | Erlenbach: Einwohnerzahlen von 1829 bis 2023 | Erlenbach: Einwohnerzahlen von 1829 bis 2023 | Erlenbach: Einwohnerzahlen von 1829 bis 2023 | Erlenbach: Einwohnerzahlen von 1829 bis 2023 |
| --- | -------------------------------------------- | -------------------------------------------- | -------------------------------------------- | -------------------------------------------- |
| Jahr |                                              |                                              |                                              | Einwohner                                    |
| 1829 | 1829                                         |                                              | 173                                          | 173                                          |
| 1834 | 1834                                         |                                              | 183                                          | 183                                          |
| 1840 | 1840                                         |                                              | 200                                          | 200                                          |
| 1846 | 1846                                         |                                              | 212                                          | 212                                          |
| 1852 | 1852                                         |                                              | 230                                          | 230                                          |
| 1858 | 1858                                         |                                              | 203                                          | 203                                          |
| 1864 | 1864                                         |                                              | 193                                          | 193                                          |
| 1871 | 1871                                         |                                              | 226                                          | 226                                          |
| 1875 | 1875                                         |                                              | 250                                          | 250                                          |
| 1885 | 1885                                         |                                              | 293                                          | 293                                          |
| 1895 | 1895                                         |                                              | 263                                          | 263                                          |
| 1905 | 1905                                         |                                              | 256                                          | 256                                          |
| 1910 | 1910                                         |                                              | 270                                          | 270                                          |
| 1925 | 1925                                         |                                              | 285                                          | 285                                          |
| 1939 | 1939                                         |                                              | 304                                          | 304                                          |
| 1946 | 1946                                         |                                              | 428                                          | 428                                          |
| 1950 | 1950                                         |                                              | 371                                          | 371                                          |
| 1956 | 1956                                         |                                              | 315                                          | 315                                          |
| 1961 | 1961                                         |                                              | 345                                          | 345                                          |
| 1967 | 1967                                         |                                              | 346                                          | 346                                          |
| 1970 | 1970                                         |                                              | 320                                          | 320                                          |
| 1980 | 1980                                         |                                              | ?                                            | ?                                            |
| 1990 | 1990                                         |                                              | ?                                            | ?                                            |
| 2000 | 2000                                         |                                              | ?                                            | ?                                            |
| 2011 | 2011                                         |                                              | 867                                          | 867                                          |
| 2014 | 2014                                         |                                              | 927                                          | 927                                          |
| 2023 | 2023                                         |                                              | 909                                          | 909                                          |
| Datenquelle: Historisches Gemeindeverzeichnis für Hessen: Die Bevölkerung der Gemeinden 1834 bis 1967. Wiesbaden: Hessisches Statistisches Landesamt, 1968. Weitere Quellen: LAGIS; Zensus 2011; Stadt Erbach |                                              |                                              |                                              |                                              |

### Einwohnerstruktur 2011
Nach den Erhebungen des Zensus 2011 lebten am Stichtag, dem 9. Mai 2011, in Erlenbach 867 Einwohner. Darunter waren 57 (6,6 %) Ausländer.
Nach dem Lebensalter waren 159 Einwohner unter 18 Jahren, 348 zwischen 18 und 49, 192 zwischen 50 und 64 und 168 Einwohner waren älter.
Die Einwohner lebten in 384 Haushalten. Davon waren 126 Singlehaushalte, 114 Paare ohne Kinder und 111 Paare mit Kindern, sowie 21 Alleinerziehende und 12 Wohngemeinschaften. In 87 Haushalten lebten ausschließlich Senioren und in 267 Haushaltungen lebten keine Senioren.

## Politik
Ortsbeirat
Für Erlenbach besteht ein Ortsbezirk (Gebiete der ehemaligen Gemeinde Erlenbach) mit Ortsbeirat und Ortsvorsteher, nach Maßgabe der §§ 81 und 82 HGO und des Kommunalwahlgesetzes in der jeweils gültigen Fassung gebildet. Der Ortsbeirat besteht aus fünf Mitgliedern. Bei den Kommunalwahlen in Hessen 2021 betrug die Wahlbeteiligung zum Ortsbeirat Erlenbach 52,82 %. Alle Kandidaten gehörten der Bürgerliste Erlenbach an. Der Ortsbeirat wählte Peter Schreck zum Ortsvorsteher.